# Forensik (Düren)
Die Forensik (Düren) ist die abgekürzte Bezeichnung für die forensische Abteilung 1 der LVR-Klinik in Düren, Nordrhein-Westfalen.

## Geschichte
Im April 1986 eröffnete der Landschaftsverband Rheinland als Träger der Einrichtung das „forensische Dorf“. Es entstand als Sondereinrichtung für psychisch kranke Straftäter und war in der Gestaltung einmalig in Deutschland. In einzelnen Häusern leben die Straftäter zusammen. Grundsatz der Einrichtung ist die Sicherung nach außen und die Freizügigkeit nach innen.

## Einrichtung
In dem nur mit Männern belegten Dorf sind 120 Plätze vorhanden. 24 Behandlungsplätze sind in einem nochmals gesicherten Aufnahme- und Krisenbereich untergebracht. Die anderen 96 Plätze befinden sich auf sechs Wohngruppenstationen für die Regelbehandlung.
Die das Dorf umgebende 5,50 m hohe Mauer galt als unüberwindbar und diente als Vorbild für die Abschottung von Kliniken im In- und Ausland. Erst im Jahre 2008 wurde sie von zwei Ausbrechern erstmals überwunden.
120 Ärzte, Pfleger und Psychologen arbeiten in der Forensik. Die Patienten können u. a. in einer kleinen Schreinerei arbeiten.
Die Unterbringung im forensischen Dorf erfolgt im Rahmen des Maßregelvollzugs nach § 63 des StGB.